# Phaenocarpa lissogastra
Phaenocarpa lissogastra är en stekelart som beskrevs av Vladimir Ivanovich Tobias 1986. Phaenocarpa lissogastra ingår i släktet Phaenocarpa och familjen bracksteklar. Inga underarter finns listade i Catalogue of Life.